# 1455 en littérature
| Années de la littérature : 1452 - 1453 - 1454 - 1455 - 1456 - 1457 - 1458    |
| Décennies de la littérature : 1420 - 1430 - 1440 - 1450 - 1460 - 1470 - 1480 |

Cet article présente les faits marquants de l'année 1455 en littérature.

## Évènements
- 23 février : Gutenberg imprime le premier livre réalisé en Europe à l'aide caractères mobiles, une bible latine tirée à 180 exemplaires[1].
- 5 juin : François Villon tue un prêtre, Philippe Sermoise, lors d'une rixe à Paris ; il quitte la ville[2].

- Le duc de Bourgogne Philippe le Bon invite Bertrandon de la Broquière à rédiger le récit de son voyage au Proche-Orient, achevé et remis au duc en 1457 sous le titre du Voyage d'Outremer[3].
- Georges Chastelain est le premier indiciaire (chroniqueur officiel) nommé à la cour de Bourgogne par le duc Philippe le Bon[4].

## Parutions

### Ouvrages didactiques
- Miroir de l'humaine salvation, traduction en français du Speculum humanae salvationis, conservée dans un manuscrit de la bibliothèque du château de Chantilly[5]

### Fictions
- 26 mars : Le livre de Alixandre empereur de Constentinoble et de Cliges son filz, mise en prose du roman de Chrétien de Troyes Cligès[6].

## Naissances
- 29 janvier : Johannes Reuchlin, philosophe et hébraïste allemand, mort le 30 juin 1522.
- 3 mars : Giovanni Cataldo Parisio, écrivain et poète, introducteur de ce mouvement littéraire au Portugal, mort vers 1517.
- 11 mai : Sanjōnishi Sanetaka, homme de lettres et calligraphe japonais, mort en 1537.

- Guillaume Flamang, poète dramatique et hagiographe français, mort en 1520.
- Vers 1455 : 
  - Johannes Pauli, religieux et écrivain alsacien, mort en 1530.
  - Pamphile Sassi, poète italien, mort en 1527.

## Décès
- Vers 1455 : Gilles Le Bouvier, dit « le Héraut Berry », diplomate et écrivain français, né en 1386.